# Tomenticola trematis
Tomenticola trematis är en svampart som beskrevs av Deighton 1969. Tomenticola trematis ingår i släktet Tomenticola, divisionen sporsäcksvampar och riket svampar.   Inga underarter finns listade i Catalogue of Life.